# Jakob Bartsch
Jakob Bartsch (1600- 26 de desembre de 1633), matemàtic, astrònom i metge alemany, nascut a Lauban (Polònia, avui Luban). Estudiant de medicina a Pàdua i Estrasburg, on defensa la seva tesi doctoral el 1630, titulada Theses Hippocraticae ex IV Libris Hippocratis de morbis.
Estudiant de matemàtiques i d'astronomia a Leipzig, es casà amb la filla de Kepler el 1630 i fou coautor a més d'alguns dels seus llibres. Als seus llibres, Bartsch presentà diverses representacions de constel·lacions.

## Biografia
Bartsch nasqué a Lauban (Lubań) a Lusàcia. Fou instruït en l'ús de l'astrolabi per Sarcephalus (Christopher Hauptfleisch), un bibliotecari de Breslau (Wrocław). També estudià astronomia i medicina a la Universitat d'Estrasburg.
El 1624 Bartsch publicà el llibre titulat Usus astronomicus planisphaerii stellati que contenia representacions d'estrelles de fins a sis constel·lacions introduïdes el 1613 per Petrus Plancius en un globus celestial publicat per Pieter van den Keere. Les sis constel·lacions eren Camelopardalis, Gallus, Jordanis, Monoceros (que ell anomenà Unicornu), Tigris i Vespa. A més mencionà però no representà Rhombus, una invenció que ja va descobrir pel seu compte Isaac Habrecht II. Bartsch s'havia acreditat erròniament la invenció d'aquestes figures. Només Camelopardalis i Monoceros han pervingut fins avui.
Bartsch es casà amb Susanna, la filla de Johannes Kepler, el 12 de març de 1630. i ajudà a Kepler amb els seus càlculs. Després de la mort de Kepler al novembre de 1630, Bartsch edità l'obra pòstuma de Kepler Somnium. També ajudà a reunir els diners de l'herència de Kepler per a la seva viuda (la segona dona de Kepler). Bartsch morí al desembre de 1633 a Luban, Polònia.

## Llista parcial de les publicacions
- Jacobi Bartschii Lauba-Lusati Philiatri, Planisphaerium stellatum seu viceglobus caelestis in plano delineatus... Cui adjectae sunt Ephemerides. V. Planetarum ab anno M Dc Lxii [1662] ad M Dc Lxxxvi [1686]... Norimbergae, 1660.
- Usus astronomicus índexs aspectuum veterum i praecip. novorum, compendiose sine calculo simul òmnium inveniendorum... a Jacobo Bartschio. Norimbergae, 1661.[6][7]
- Planisphaerii stellati. (1661) sculptura et impressione Pauli Fürsten.[8]
- Planisphaerium stellatum. (1661) sumptibus Pauli Fürsten chalcographi excudebat Christophorus Gerhardus.[9]
- Kepler, Johannes et Bartsch, Jakob. Tabulae Manuales logarithmicae ad calculum astronomicum. (1700) apud Theodoricum Lerse. Literis Iohannis Pastorii.[10][11]
- Tabvlae Novae Logarithmico-Logisticae, aut de novo primum supputatae, aut exactius dilatatae. (1630) [s.n.]. Appendicis Loco Tabvlis Rvdolphi Astronomicis Tychonico-Kepplerianis noviter adiectae.[12]